# 圣安托万德菲卡尔巴
圣安托万-德菲卡尔巴（法語：Saint-Antoine-de-Ficalba，法語發音：[sɛ̃t‿ɑ̃twan də fikalba]）是法国洛特-加龙省的一个市镇，位于该省东部，属于洛特河畔新城区。

## 地理
圣安托万-德菲卡尔巴（44°19'55"N, 0°42'58"E）面积10.93 平方千米，位于法国新阿基坦大区洛特-加龍省，该省份为法国西南部内陆省份，北起多爾多涅省，西接吉倫特省和朗德省，南至热尔省，东临塔恩-加龙省和洛特省。
与圣安托万-德菲卡尔巴接壤的市镇（或旧市镇、城区）包括：蒙巴朗、卡斯泰拉、欧特法日拉图尔、皮若勒、圣科隆布-德维勒讷沃。
圣安托万-德菲卡尔巴的时区为UTC+01:00、UTC+02:00（夏令时）。

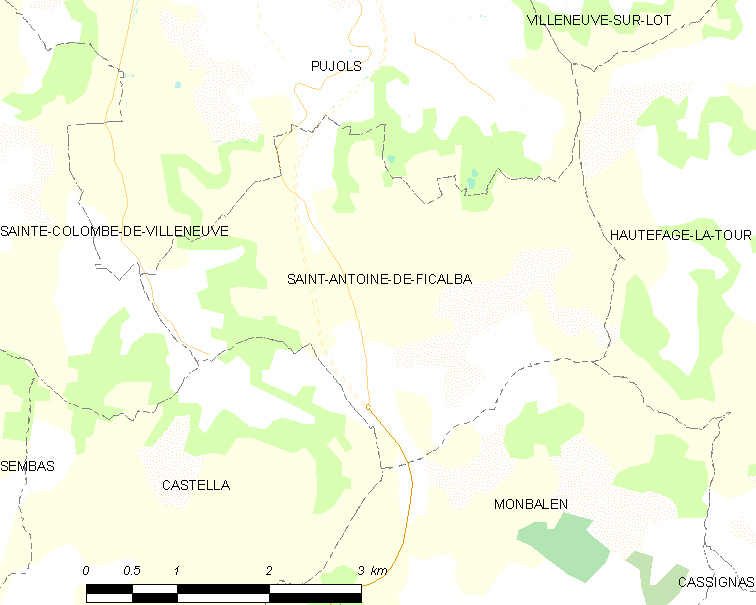
圣安托万-德菲卡尔巴的OSM定位图

## 行政
圣安托万-德菲卡尔巴的邮政编码为47340，INSEE市镇编码为47228。

## 政治
圣安托万-德菲卡尔巴所属的省级选区为洛特河畔新城第二县。

## 交通
法国国道N21线经过镇中心，洛特-加龙省省道D223线和D226线分别经过境内东部和西部。

## 人口

1962-2008年间圣安托万-德菲卡尔巴人口变化图示

圣安托万-德菲卡尔巴于2022年1月1日时的人口数量为714人。